# Océan Centralien
L'océan Centralien est une mer du Silurien et du Dévonien, partie occidentale de l’océan Paléotéthys, qui porte le nom du Massif central.
Alors que l’océan Rhéique commençait à subducter sous la marge nord de Gondwana au début du Silurien, où se situaient les terrains allant former la France, le phénomène de subduction ouvre une mer marginale, qui sépare du Gondwana le terrane d’Armorica. Très peu large, elle a commencé à se refermer à la fin du Silurien et s’est suturée au Dévonien, quand le Gondwana est entré en collision avec le groupe Laurussia-Armorica-Iberia, formant la Pangée.
Les données paléomagnétiques et paléontologiques divergentes ne permettent pas de savoir si cet océan est une branche secondaire de l'océan Rhéique ou une plaque lithosphérique océanique distincte.